# Liste des monuments historiques protégés en 1934
Cet article recense les monuments historiques français classés ou inscrits en 1934.

## Protections
| Édifice                                                      | Commune                                      | Département             | Région                     | Protection | Base Mérimée                         | Coordonnées                        | Image |
| ------------------------------------------------------------ | -------------------------------------------- | ----------------------- | -------------------------- | ---------- | ------------------------------------ | ---------------------------------- | ----- |
| Église Saint-Martin d'Esquéhéries                            | Esquéhéries                                  | Aisne                   | Hauts-de-France            | inscrit    | « PA00115660 », notice no PA00115660 | 49° 59′ 04″ nord, 3° 44′ 44″ est   |       |
| Église Saint-Pierre-au-Marché (vestiges)                     | Laon                                         | Aisne                   | Hauts-de-France            | inscrit    | « PA00115721 », notice no PA00115721 | 49° 33′ 51″ nord, 3° 37′ 40″ est   |       |
| Maison                                                       | Laon                                         | Aisne                   | Hauts-de-France            | inscrit    | « PA00115748 », notice no PA00115748 | 49° 33′ 50″ nord, 3° 36′ 56″ est   |       |
| Croix de cimetière de Montfaucon                             | Montfaucon                                   | Aisne                   | Hauts-de-France            | classé     | « PA00115824 », notice no PA00115824 | 48° 57′ 23″ nord, 3° 25′ 27″ est   |       |
| Église Saint-Martin de Nampcelles-la-Cour                    | Nampcelles-la-Cour                           | Aisne                   | Hauts-de-France            | inscrit    | « PA00115837 », notice no PA00115837 | 49° 46′ 36″ nord, 4° 00′ 15″ est   |       |
| Église Notre-Dame de La Neuville-en-Beine                    | La Neuville-en-Beine                         | Aisne                   | Hauts-de-France            | classé     | « PA00115843 », notice no PA00115843 | 49° 40′ 26″ nord, 3° 09′ 12″ est   |       |
| Les Fantômes                                                 | Oulchy-le-Château                            | Aisne                   | Hauts-de-France            | classé     | « PA00115857 », notice no PA00115857 | 49° 12′ 51″ nord, 3° 24′ 33″ est   |       |
| Croix monumentale de Septmonts                               | Septmonts                                    | Aisne                   | Hauts-de-France            | inscrit    | « PA00115923 », notice no PA00115923 |                                    |       |
| Église Saint-Blaise                                          | Teillet-Argenty                              | Allier                  | Auvergne-Rhône-Alpes       | inscrit    | « PA00093311 », notice no PA00093311 | 46° 16′ 11″ nord, 2° 31′ 56″ est   |       |
| Ferme du prieuré de Vilhosc                                  | Entrepierres                                 | Alpes-de-Haute-Provence | Provence-Alpes-Côte d'Azur | classé     | « PA00080383 », notice no PA00080383 | 44° 11′ 09″ nord, 6° 00′ 44″ est   |       |
| Grotte de Saint-Marcel                                       | Bidon                                        | Ardèche                 | Auvergne-Rhône-Alpes       | classé     | « PA00116648 », notice no PA00116648 | 44° 19′ 56″ nord, 4° 32′ 28″ est   |       |
| Église Saint-Loup de Mercuer                                 | Mercuer                                      | Ardèche                 | Auvergne-Rhône-Alpes       | classé     | « PA00116729 », notice no PA00116729 | 44° 37′ 53″ nord, 4° 21′ 30″ est   |       |
| Tourelle d'angle                                             | Narbonne                                     | Aude                    | Occitanie                  | inscrit    | « PA00102820 », notice no PA00102820 | 43° 11′ 09″ nord, 3° 00′ 20″ est   |       |
| Maison romane de Narbonne                                    | Narbonne                                     | Aude                    | Occitanie                  | inscrit    | « PA00102821 », notice no PA00102821 | 43° 11′ 09″ nord, 3° 00′ 20″ est   |       |
| Maison romane                                                | Narbonne                                     | Aude                    | Occitanie                  | inscrit    | « PA00102830 », notice no PA00102830 | 43° 10′ 57″ nord, 3° 00′ 04″ est   |       |
| Maison                                                       | Narbonne                                     | Aude                    | Occitanie                  | inscrit    | « PA00102827 », notice no PA00102827 | 43° 10′ 54″ nord, 3° 00′ 08″ est   |       |
| Hôtel de Grailhe                                             | La Couvertoirade                             | Aveyron                 | Occitanie                  | inscrit    | « PA00094007 », notice no PA00094007 | 43° 54′ 46″ nord, 3° 19′ 01″ est   |       |
| Pont Vieux                                                   | Millau                                       | Aveyron                 | Occitanie                  | classé     | « PA00094065 », notice no PA00094065 | 44° 05′ 37″ nord, 3° 04′ 30″ est   |       |
| Maison                                                       | Saint-Sernin-sur-Rance                       | Aveyron                 | Occitanie                  | inscrit    | « PA00094167 », notice no PA00094167 | 43° 52′ 58″ nord, 2° 36′ 09″ est   |       |
| Maison                                                       | Andlau                                       | Bas-Rhin                | Grand Est                  | inscrit    | « PA00084590 », notice no PA00084590 | 48° 23′ 13″ nord, 7° 25′ 01″ est   |       |
| Puits                                                        | Bernardswiller                               | Bas-Rhin                | Grand Est                  | inscrit    | « PA00084615 », notice no PA00084615 | 48° 27′ 14″ nord, 7° 27′ 57″ est   |       |
| Église Notre-Dame                                            | Bernardswiller                               | Bas-Rhin                | Grand Est                  | inscrit    | « PA00084612 », notice no PA00084612 | 48° 27′ 10″ nord, 7° 27′ 50″ est   |       |
| Maison                                                       | Bernardswiller                               | Bas-Rhin                | Grand Est                  | inscrit    | « PA00084613 », notice no PA00084613 | 48° 27′ 07″ nord, 7° 27′ 39″ est   |       |
| Puits                                                        | Bernardswiller                               | Bas-Rhin                | Grand Est                  | inscrit    | « PA00084614 », notice no PA00084614 | 48° 27′ 05″ nord, 7° 27′ 47″ est   |       |
| Maison                                                       | Dambach-la-Ville                             | Bas-Rhin                | Grand Est                  | inscrit    | « PA00084688 », notice no PA00084688 | 48° 19′ 26″ nord, 7° 25′ 33″ est   |       |
| Musée du Donon                                               | Grandfontaine                                | Bas-Rhin                | Grand Est                  | classé     | « PA00084719 », notice no PA00084719 | 48° 30′ 46″ nord, 7° 09′ 54″ est   |       |
| Croix                                                        | Huttenheim                                   | Bas-Rhin                | Grand Est                  | inscrit    | « PA00084753 », notice no PA00084753 | 48° 21′ 17″ nord, 7° 34′ 49″ est   |       |
| Hôtel de ville                                               | Ingwiller                                    | Bas-Rhin                | Grand Est                  | inscrit    | « PA00084755 », notice no PA00084755 | 48° 52′ 18″ nord, 7° 28′ 48″ est   |       |
| Église Saint-Léger                                           | Kogenheim                                    | Bas-Rhin                | Grand Est                  | inscrit    | « PA00084761 », notice no PA00084761 | 48° 20′ 13″ nord, 7° 32′ 32″ est   |       |
| Hôtel de ville                                               | Mutzig                                       | Bas-Rhin                | Grand Est                  | inscrit    | « PA00084815 », notice no PA00084815 | 48° 32′ 21″ nord, 7° 27′ 22″ est   |       |
| Maison                                                       | Neuwiller-lès-Saverne                        | Bas-Rhin                | Grand Est                  | inscrit    | « PA00084827 », notice no PA00084827 | 48° 49′ 28″ nord, 7° 24′ 11″ est   |       |
| Hôtel de la prévôté du chapitre                              | Neuwiller-lès-Saverne                        | Bas-Rhin                | Grand Est                  | inscrit    | « PA00084823 », notice no PA00084823 | 48° 49′ 25″ nord, 7° 24′ 15″ est   |       |
| Maison                                                       | Neuwiller-lès-Saverne                        | Bas-Rhin                | Grand Est                  | inscrit    | « PA00084825 », notice no PA00084825 | 48° 49′ 28″ nord, 7° 24′ 17″ est   |       |
| Maison                                                       | Neuwiller-lès-Saverne                        | Bas-Rhin                | Grand Est                  | inscrit    | « PA00084826 », notice no PA00084826 | 48° 49′ 28″ nord, 7° 24′ 12″ est   |       |
| Fontaine                                                     | Neuwiller-lès-Saverne                        | Bas-Rhin                | Grand Est                  | inscrit    | « PA00084822 », notice no PA00084822 | 48° 49′ 26″ nord, 7° 24′ 17″ est   |       |
| Puits                                                        | Neuwiller-lès-Saverne                        | Bas-Rhin                | Grand Est                  | inscrit    | « PA00084829 », notice no PA00084829 | 48° 49′ 28″ nord, 7° 24′ 11″ est   |       |
| Monument funéraire de Jean-François Melchior                 | Oberschaeffolsheim                           | Bas-Rhin                | Grand Est                  | inscrit    | « PA00084869 », notice no PA00084869 | 48° 35′ 05″ nord, 7° 38′ 57″ est   |       |
| Fontaine du col de Saverne                                   | Ottersthal                                   | Bas-Rhin                | Grand Est                  | inscrit    | « PA00084880 », notice no PA00084880 | 48° 45′ 14″ nord, 7° 20′ 06″ est   |       |
| Église simultanée Notre-Dame                                 | La Petite-Pierre                             | Bas-Rhin                | Grand Est                  | inscrit    | « PA00084890 », notice no PA00084890 | 48° 51′ 25″ nord, 7° 18′ 56″ est   |       |
| Maison de garde                                              | La Petite-Pierre                             | Bas-Rhin                | Grand Est                  | inscrit    | « PA00084891 », notice no PA00084891 | 48° 51′ 27″ nord, 7° 19′ 16″ est   |       |
| Église de l'Exaltation-de-la-Sainte-Croix                    | Rountzenheim                                 | Bas-Rhin                | Grand Est                  | inscrit    | « PA00084919 », notice no PA00084919 | 48° 49′ 09″ nord, 8° 00′ 26″ est   |       |
| Maison                                                       | Sarre-Union                                  | Bas-Rhin                | Grand Est                  | inscrit    | « PA00084930 », notice no PA00084930 | 48° 56′ 29″ nord, 7° 05′ 23″ est   |       |
| Maison                                                       | Sarre-Union                                  | Bas-Rhin                | Grand Est                  | inscrit    | « PA00084934 », notice no PA00084934 | 48° 56′ 24″ nord, 7° 05′ 19″ est   |       |
| Maison                                                       | Sarre-Union                                  | Bas-Rhin                | Grand Est                  | inscrit    | « PA00084936 », notice no PA00084936 | 48° 56′ 29″ nord, 7° 05′ 26″ est   |       |
| Maison                                                       | Sarre-Union                                  | Bas-Rhin                | Grand Est                  | inscrit    | « PA00084940 », notice no PA00084940 | 48° 56′ 15″ nord, 7° 04′ 45″ est   |       |
| Maison                                                       | Sarre-Union                                  | Bas-Rhin                | Grand Est                  | inscrit    | « PA00084929 », notice no PA00084929 | 48° 56′ 29″ nord, 7° 05′ 18″ est   |       |
| Maison                                                       | Sarre-Union                                  | Bas-Rhin                | Grand Est                  | inscrit    | « PA00084932 », notice no PA00084932 | 48° 56′ 23″ nord, 7° 05′ 17″ est   |       |
| Maison                                                       | Sarre-Union                                  | Bas-Rhin                | Grand Est                  | inscrit    | « PA00084933 », notice no PA00084933 | 48° 56′ 23″ nord, 7° 05′ 17″ est   |       |
| Maison                                                       | Sarre-Union                                  | Bas-Rhin                | Grand Est                  | inscrit    | « PA00084935 », notice no PA00084935 | 48° 56′ 25″ nord, 7° 05′ 22″ est   |       |
| Maison                                                       | Sarre-Union                                  | Bas-Rhin                | Grand Est                  | inscrit    | « PA00084939 », notice no PA00084939 | 48° 56′ 15″ nord, 7° 04′ 46″ est   |       |
| Hôtel de ville de Neusaarwerden                              | Sarre-Union                                  | Bas-Rhin                | Grand Est                  | inscrit    | « PA00084927 », notice no PA00084927 | 48° 56′ 14″ nord, 7° 04′ 39″ est   |       |
| Hôtel de ville                                               | Sarre-Union                                  | Bas-Rhin                | Grand Est                  | inscrit    | « PA00084928 », notice no PA00084928 | 48° 56′ 26″ nord, 7° 05′ 22″ est   |       |
| Maison                                                       | Sarre-Union                                  | Bas-Rhin                | Grand Est                  | inscrit    | « PA00084931 », notice no PA00084931 | 48° 56′ 28″ nord, 7° 05′ 17″ est   |       |
| Maison                                                       | Sarre-Union                                  | Bas-Rhin                | Grand Est                  | inscrit    | « PA00084937 », notice no PA00084937 | 48° 56′ 22″ nord, 7° 05′ 16″ est   |       |
| Maison                                                       | Sarre-Union                                  | Bas-Rhin                | Grand Est                  | inscrit    | « PA00084938 », notice no PA00084938 | 48° 56′ 26″ nord, 7° 05′ 26″ est   |       |
| Maison                                                       | Sarre-Union                                  | Bas-Rhin                | Grand Est                  | inscrit    | « PA00084941 », notice no PA00084941 | 48° 56′ 15″ nord, 7° 04′ 42″ est   |       |
| Église Saint-Blaise                                          | Sarrewerden                                  | Bas-Rhin                | Grand Est                  | inscrit    | « PA00084945 », notice no PA00084945 | 48° 55′ 23″ nord, 7° 04′ 57″ est   |       |
| Maison                                                       | Sarrewerden                                  | Bas-Rhin                | Grand Est                  | inscrit    | « PA00084946 », notice no PA00084946 | 48° 55′ 21″ nord, 7° 04′ 59″ est   |       |
| Presbytère catholique (actuel hôtel de ville)                | Sarrewerden                                  | Bas-Rhin                | Grand Est                  | inscrit    | « PA00084949 », notice no PA00084949 | 48° 55′ 22″ nord, 7° 04′ 57″ est   |       |
| Maison                                                       | Sarrewerden                                  | Bas-Rhin                | Grand Est                  | inscrit    | « PA00084947 », notice no PA00084947 | 48° 55′ 21″ nord, 7° 04′ 58″ est   |       |
| Maison                                                       | Sarrewerden                                  | Bas-Rhin                | Grand Est                  | inscrit    | « PA00084948 », notice no PA00084948 | 48° 55′ 18″ nord, 7° 05′ 02″ est   |       |
| Château des Rohan                                            | Saverne                                      | Bas-Rhin                | Grand Est                  | classé     | « PA00084953 », notice no PA00084953 | 48° 44′ 32″ nord, 7° 21′ 48″ est   |       |
| Oberhof                                                      | Saverne                                      | Bas-Rhin                | Grand Est                  | inscrit    | « PA00084950 », notice no PA00084950 | 48° 44′ 29″ nord, 7° 21′ 51″ est   |       |
| Auberge des Alliés                                           | Sélestat                                     | Bas-Rhin                | Grand Est                  | inscrit    | « PA00084990 », notice no PA00084990 | 48° 15′ 32″ nord, 7° 27′ 17″ est   |       |
| Maison                                                       | Sélestat                                     | Bas-Rhin                | Grand Est                  | inscrit    | « PA00084988 », notice no PA00084988 | 48° 15′ 34″ nord, 7° 27′ 16″ est   |       |
| Maison                                                       | Sélestat                                     | Bas-Rhin                | Grand Est                  | inscrit    | « PA00084993 », notice no PA00084993 | 48° 15′ 35″ nord, 7° 27′ 26″ est   |       |
| Porte de Strasbourg                                          | Sélestat                                     | Bas-Rhin                | Grand Est                  | inscrit    | « PA00085001 », notice no PA00085001 | 48° 15′ 37″ nord, 7° 27′ 29″ est   |       |
| Hôtel Brackenhoffer                                          | Strasbourg                                   | Bas-Rhin                | Grand Est                  | inscrit    | « PA00085045 », notice no PA00085045 | 48° 34′ 50″ nord, 7° 44′ 52″ est   |       |
| Maison                                                       | Strasbourg                                   | Bas-Rhin                | Grand Est                  | inscrit    | « PA00085154 », notice no PA00085154 | 48° 34′ 53″ nord, 7° 45′ 10″ est   |       |
| Maison                                                       | Strasbourg                                   | Bas-Rhin                | Grand Est                  | inscrit    | « PA00085071 », notice no PA00085071 | 48° 34′ 47″ nord, 7° 44′ 48″ est   |       |
| Borne milliaire                                              | Weitbruch                                    | Bas-Rhin                | Grand Est                  | inscrit    | « PA00085221 », notice no PA00085221 | 48° 46′ 04″ nord, 7° 46′ 52″ est   |       |
| Maison                                                       | Westhoffen                                   | Bas-Rhin                | Grand Est                  | inscrit    | « PA00085231 », notice no PA00085231 |                                    |       |
| Église Saint-Ulrich                                          | Wittersheim                                  | Bas-Rhin                | Grand Est                  | inscrit    | « PA00085263 », notice no PA00085263 | 48° 46′ 53″ nord, 7° 39′ 27″ est   |       |
| Église protestante Saint-Pierre                              | Wolfisheim                                   | Bas-Rhin                | Grand Est                  | inscrit    | « PA00085265 », notice no PA00085265 | 48° 35′ 03″ nord, 7° 39′ 55″ est   |       |
| Église Saint-Genest de Trinquetaille                         | Arles                                        | Bouches-du-Rhône        | Provence-Alpes-Côte d'Azur | inscrit    | « PA00081137 », notice no PA00081137 | 43° 40′ 45″ nord, 4° 36′ 54″ est   |       |
| Château de Vernègues                                         | Vernègues                                    | Bouches-du-Rhône        | Provence-Alpes-Côte d'Azur | inscrit    | « PA00081492 », notice no PA00081492 | 43° 41′ 25″ nord, 5° 10′ 03″ est   |       |
| Ancienne collégiale du Saint-Sépulcre                        | Caen                                         | Calvados                | Normandie                  | classé     | « PA00111126 », notice no PA00111126 | 49° 11′ 11″ nord, 0° 21′ 33″ ouest |       |
| Pierre debout                                                | Reviers                                      | Calvados                | Normandie                  | classé     | « PA00111635 », notice no PA00111635 | 49° 18′ 06″ nord, 0° 27′ 19″ ouest |       |
| Dolmen de la Loge aux Sarrazins                              | Saint-Germain-de-Tallevende-la-Lande-Vaumont | Calvados                | Normandie                  | classé     | « PA00111674 », notice no PA00111674 | 48° 47′ 28″ nord, 0° 52′ 27″ ouest |       |
| Église Saint-Hippolyte                                       | Saint-Hippolyte                              | Cantal                  | Auvergne-Rhône-Alpes       | inscrit    | « PA00093641 », notice no PA00093641 | 45° 13′ 24″ nord, 2° 42′ 17″ est   |       |
| Maison dite des Princes de Monaco                            | Vic-sur-Cère                                 | Cantal                  | Auvergne-Rhône-Alpes       | inscrit    | « PA00093715 », notice no PA00093715 | 44° 58′ 48″ nord, 2° 37′ 26″ est   |       |
| Église Notre-Dame de Bunzac                                  | Bunzac                                       | Charente                | Nouvelle-Aquitaine         | inscrit    | « PA00104266 », notice no PA00104266 | 45° 42′ 03″ nord, 0° 21′ 07″ est   |       |
| Église Saint-Gervais-Saint-Protais de Marsac                 | Marsac                                       | Charente                | Nouvelle-Aquitaine         | inscrit    | « PA00104413 », notice no PA00104413 | 45° 44′ 28″ nord, 0° 04′ 43″ est   |       |
| Maison de l'Empereur et jardins                              | Île-d'Aix                                    | Charente-Maritime       | Nouvelle-Aquitaine         | classé     | « PA00104721 », notice no PA00104721 |                                    |       |
| Cimetière de Talmont-sur-Gironde                             | Talmont-sur-Gironde                          | Charente-Maritime       | Nouvelle-Aquitaine         | classé     | « PA00105278 », notice no PA00105278 | 45° 32′ 05″ nord, 0° 54′ 33″ ouest |       |
| Abbatiale Saint-Pierre de Beaulieu-sur-Dordogne              | Beaulieu-sur-Dordogne                        | Corrèze                 | Nouvelle-Aquitaine         | classé     | « PA00099667 », notice no PA00099667 | 44° 58′ 46″ nord, 1° 50′ 18″ est   |       |
| Maison de bois                                               | Ségur-le-Château                             | Corrèze                 | Nouvelle-Aquitaine         | classé     | « PA00099894 », notice no PA00099894 | 45° 25′ 45″ nord, 1° 18′ 14″ est   |       |
| Maison Henri IV                                              | Ségur-le-Château                             | Corrèze                 | Nouvelle-Aquitaine         | classé     | « PA00099892 », notice no PA00099892 | 45° 25′ 45″ nord, 1° 18′ 14″ est   |       |
| Maison                                                       | Auxonne                                      | Côte-d'Or               | Bourgogne-Franche-Comté    | inscrit    | « PA00112087 », notice no PA00112087 | 47° 11′ 36″ nord, 5° 23′ 12″ est   |       |
| Pressoir des ducs de Bourgogne                               | Chenôve                                      | Côte-d'Or               | Bourgogne-Franche-Comté    | inscrit    | « PA00112212 », notice no PA00112212 | 47° 17′ 31″ nord, 5° 00′ 02″ est   |       |
| Maison                                                       | Frôlois                                      | Côte-d'Or               | Bourgogne-Franche-Comté    | classé     | « PA00112473 », notice no PA00112473 | 47° 31′ 53″ nord, 4° 37′ 18″ est   |       |
| Fort-la-Latte                                                | Plévenon                                     | Côtes-d'Armor           | Bretagne                   | classé     | « PA00089157 », notice no PA00089157 | 48° 40′ 06″ nord, 2° 17′ 05″ ouest |       |
| Chapelle Sainte-Barbe                                        | Plestin-les-Grèves                           | Côtes-d'Armor           | Bretagne                   | inscrit    | « PA00089426 », notice no PA00089426 | 48° 40′ 16″ nord, 3° 38′ 02″ ouest |       |
| Tumulus dit La Tour Basse                                    | Plorec-sur-Arguenon                          | Côtes-d'Armor           | Bretagne                   | classé     | « PA00089449 », notice no PA00089449 | 48° 29′ 04″ nord, 2° 18′ 29″ ouest |       |
| Église Saint-Jean-Baptiste de Blaudeix                       | Blaudeix                                     | Creuse                  | Nouvelle-Aquitaine         | inscrit    | « PA00100010 », notice no PA00100010 | 46° 13′ 48″ nord, 2° 05′ 03″ est   |       |
| Pont Charraud                                                | Crozant                                      | Creuse                  | Nouvelle-Aquitaine         | inscrit    | « PA00100052 », notice no PA00100052 | 46° 22′ 45″ nord, 1° 36′ 44″ est   |       |
| Présidial de Guéret                                          | Guéret                                       | Creuse                  | Nouvelle-Aquitaine         | inscrit    | « PA00100087 », notice no PA00100087 | 46° 10′ 14″ nord, 1° 52′ 03″ est   |       |
| Abbaye Saint-Pierre d'Airvault                               | Airvault                                     | Deux-Sèvres             | Nouvelle-Aquitaine         | inscrit    | « PA00101165 », notice no PA00101165 | 46° 49′ 35″ nord, 0° 08′ 15″ ouest |       |
| Église Saint-Jean-l'Évangéliste de Marigny                   | Marigny                                      | Deux-Sèvres             | Nouvelle-Aquitaine         | inscrit    | « PA00101253 », notice no PA00101253 | 46° 11′ 52″ nord, 0° 25′ 05″ ouest |       |
| Grotte d'Abzac                                               | Les Eyzies-de-Tayac-Sireuil                  | Dordogne                | Nouvelle-Aquitaine         | classé     | « PA00082545 », notice no PA00082545 | 44° 56′ 35″ nord, 0° 59′ 48″ est   |       |
| Maison                                                       | Baume-les-Dames                              | Doubs                   | Bourgogne-Franche-Comté    | inscrit    | « PA00101447 », notice no PA00101447 | 47° 21′ 08″ nord, 6° 21′ 41″ est   |       |
| Maison                                                       | Besançon                                     | Doubs                   | Bourgogne-Franche-Comté    | inscrit    | « PA00101593 », notice no PA00101593 | 47° 14′ 25″ nord, 6° 01′ 18″ est   |       |
| Église de Glandage                                           | Glandage                                     | Drôme                   | Auvergne-Rhône-Alpes       | inscrit    | « PA00116954 », notice no PA00116954 | 44° 41′ 16″ nord, 5° 35′ 53″ est   |       |
| Chapelle Saint-Christophe                                    | Tain-l'Hermitage                             | Drôme                   | Auvergne-Rhône-Alpes       | inscrit    | « PA00117075 », notice no PA00117075 | 45° 04′ 43″ nord, 4° 50′ 12″ est   |       |
| Obélisque de Brunoy                                          | Brunoy                                       | Essonne                 | Île-de-France              | classé     | « PA00087839 », notice no PA00087839 | 48° 41′ 01″ nord, 2° 29′ 24″ est   |       |
| Borne fleurdelysée no 21                                     | Corbeil-Essonnes                             | Essonne                 | Île-de-France              | inscrit    | « PA00087862 », notice no PA00087862 | 48° 36′ 40″ nord, 2° 27′ 44″ est   |       |
| Bornes fleurdelysées                                         | Courcouronnes                                | Essonne                 | Île-de-France              | inscrit    | « PA00087873 », notice no PA00087873 | 48° 37′ 05″ nord, 2° 24′ 24″ est   |       |
| Borne fleurdelysée no 18                                     | Fleury-Mérogis                               | Essonne                 | Île-de-France              | inscrit    | « PA00087913 », notice no PA00087913 |                                    |       |
| Bornes fleurdelysées                                         | Montlhéry                                    | Essonne                 | Île-de-France              | inscrit    | « PA00087969 », notice no PA00087969 | 48° 38′ 08″ nord, 2° 16′ 21″ est   |       |
| Borne à bonnet phrygien no 11                                | Viry-Châtillon                               | Essonne                 | Île-de-France              | inscrit    | « PA00088044 », notice no PA00088044 | 48° 40′ 09″ nord, 2° 22′ 37″ est   |       |
| Église Saint-Martin de Crosville-la-Vieille                  | Crosville-la-Vieille                         | Eure                    | Normandie                  | inscrit    | « PA00099382 », notice no PA00099382 | 49° 09′ 24″ nord, 0° 55′ 57″ est   |       |
| Pierre de Gargantua                                          | Neaufles-Auvergny                            | Eure                    | Normandie                  | classé     | « PA00099494 », notice no PA00099494 | 48° 51′ 59″ nord, 0° 43′ 45″ est   |       |
| Pierre de la Joure                                           | Saint-Ouen-d'Attez                           | Eure                    | Normandie                  | classé     | « PA00099564 », notice no PA00099564 | 48° 48′ 29″ nord, 0° 57′ 52″ est   |       |
| Chapelle Saint-Lubin du Bosc                                 | Sainte-Opportune-du-Bosc                     | Eure                    | Normandie                  | inscrit    | « PA00099561 », notice no PA00099561 | 49° 10′ 42″ nord, 0° 50′ 03″ est   |       |
| Église Saint-Blaise de Valletot                              | Valletot                                     | Eure                    | Normandie                  | inscrit    | « PA00099594 », notice no PA00099594 | 49° 21′ 47″ nord, 0° 37′ 23″ est   |       |
| Canal de l'Eure                                              | Berchères-Saint-Germain                      | Eure-et-Loir            | Centre-Val de Loire        | inscrit    | « PA00096969 », notice no PA00096969 | 48° 32′ 46″ nord, 1° 29′ 24″ est   |       |
| Canal de l'Eure                                              | Chartainvilliers                             | Eure-et-Loir            | Centre-Val de Loire        | inscrit    | « PA00096990 », notice no PA00096990 | 48° 33′ 42″ nord, 1° 32′ 43″ est   |       |
| Église Saint-Martin                                          | La Croix-du-Perche                           | Eure-et-Loir            | Centre-Val de Loire        | classé     | « PA00097091 », notice no PA00097091 | 48° 16′ 28″ nord, 1° 02′ 57″ est   |       |
| Église Saint-Étienne                                         | Janville                                     | Eure-et-Loir            | Centre-Val de Loire        | classé     | « PA00097127 », notice no PA00097127 | 48° 12′ 04″ nord, 1° 53′ 07″ est   |       |
| Canal de l'Eure                                              | Maintenon                                    | Eure-et-Loir            | Centre-Val de Loire        | inscrit    | « PA00097145 », notice no PA00097145 | 48° 34′ 59″ nord, 1° 35′ 10″ est   |       |
| Terrains                                                     | Sorel-Moussel                                | Eure-et-Loir            | Centre-Val de Loire        | classé     | « PA00097218 », notice no PA00097218 | 48° 49′ 21″ nord, 1° 21′ 52″ est   |       |
| Enceinte préhistorique du Fort-Harrouard                     | Sorel-Moussel                                | Eure-et-Loir            | Centre-Val de Loire        | classé     | « PA00097217 », notice no PA00097217 | 48° 49′ 21″ nord, 1° 21′ 52″ est   |       |
| Maison                                                       | Le Faou                                      | Finistère               | Bretagne                   | inscrit    | « PA00089935 », notice no PA00089935 | 48° 17′ 40″ nord, 4° 10′ 48″ ouest |       |
| Maison                                                       | Le Faou                                      | Finistère               | Bretagne                   | inscrit    | « PA00089934 », notice no PA00089934 | 48° 17′ 39″ nord, 4° 10′ 48″ ouest |       |
| Maison                                                       | Le Faou                                      | Finistère               | Bretagne                   | inscrit    | « PA00089933 », notice no PA00089933 | 48° 17′ 39″ nord, 4° 10′ 48″ ouest |       |
| Église Saint-Mélar de Locmélar                               | Locmélar                                     | Finistère               | Bretagne                   | classé     | « PA00090071 », notice no PA00090071 | 48° 27′ 11″ nord, 4° 03′ 57″ ouest |       |
| Église Notre-Dame de Croaz Batz                              | Roscoff                                      | Finistère               | Bretagne                   | classé     | « PA00090402 », notice no PA00090402 | 48° 43′ 35″ nord, 3° 59′ 09″ ouest |       |
| Ermitage de Collias                                          | Collias                                      | Gard                    | Occitanie                  | classé     | « PA00103044 », notice no PA00103044 | 43° 56′ 24″ nord, 4° 29′ 16″ est   |       |
| Château                                                      | Uzès                                         | Gard                    | Occitanie                  | inscrit    | « PA00103251 », notice no PA00103251 | 44° 00′ 47″ nord, 4° 25′ 11″ est   |       |
| Maison Comte                                                 | Uzès                                         | Gard                    | Occitanie                  | inscrit    | « PA00103260 », notice no PA00103260 | 44° 00′ 40″ nord, 4° 25′ 15″ est   |       |
| Chapelle des Pénitents gris de Villeneuve-lès-Avignon        | Villeneuve-lès-Avignon                       | Gard                    | Occitanie                  | classé     | « PA00103302 », notice no PA00103302 | 43° 57′ 56″ nord, 4° 47′ 44″ est   |       |
| Château du Bartas                                            | Saint-Georges                                | Gers                    | Occitanie                  | inscrit    | « PA00094914 », notice no PA00094914 | 43° 43′ 29″ nord, 0° 55′ 33″ est   |       |
| Ruines gallo-romaines de Bourg                               | Bourg                                        | Gironde                 | Nouvelle-Aquitaine         | inscrit    | « PA00083487 », notice no PA00083487 | 45° 02′ 39″ nord, 0° 34′ 14″ ouest |       |
| Gisement du Roc                                              | Prignac-et-Marcamps                          | Gironde                 | Nouvelle-Aquitaine         | classé     | « PA00083685 », notice no PA00083685 | 45° 02′ 09″ nord, 0° 29′ 36″ ouest |       |
| Moulin n° 11                                                 | Bellemagny                                   | Haut-Rhin               | Grand Est                  | inscrit    | « PA00085337 », notice no PA00085337 | 47° 41′ 22″ nord, 7° 04′ 14″ est   |       |
| Église Saints-Pierre-et-Paul                                 | Eguisheim                                    | Haut-Rhin               | Grand Est                  | classé     | « PA00085415 », notice no PA00085415 | 48° 02′ 32″ nord, 7° 18′ 21″ est   |       |
| Maison                                                       | Eguisheim                                    | Haut-Rhin               | Grand Est                  | inscrit    | « PA00085417 », notice no PA00085417 | 48° 02′ 34″ nord, 7° 18′ 23″ est   |       |
| Fontaine                                                     | Eguisheim                                    | Haut-Rhin               | Grand Est                  | inscrit    | « PA00085418 », notice no PA00085418 | 48° 02′ 34″ nord, 7° 18′ 23″ est   |       |
| Maison                                                       | Eguisheim                                    | Haut-Rhin               | Grand Est                  | inscrit    | « PA00085416 », notice no PA00085416 | 48° 02′ 35″ nord, 7° 18′ 23″ est   |       |
| Maison                                                       | Gueberschwihr                                | Haut-Rhin               | Grand Est                  | inscrit    | « PA00085434 », notice no PA00085434 | 48° 00′ 11″ nord, 7° 16′ 31″ est   |       |
| Pont de 1538                                                 | Gueberschwihr                                | Haut-Rhin               | Grand Est                  | inscrit    | « PA00085437 », notice no PA00085437 | 48° 00′ 16″ nord, 7° 16′ 31″ est   |       |
| Maison                                                       | Gueberschwihr                                | Haut-Rhin               | Grand Est                  | inscrit    | « PA00085435 », notice no PA00085435 | 48° 00′ 15″ nord, 7° 16′ 30″ est   |       |
| Maison                                                       | Gueberschwihr                                | Haut-Rhin               | Grand Est                  | inscrit    | « PA00085436 », notice no PA00085436 | 48° 00′ 17″ nord, 7° 16′ 34″ est   |       |
| Maison                                                       | Herrlisheim-près-Colmar                      | Haut-Rhin               | Grand Est                  | inscrit    | « PA00085457 », notice no PA00085457 | 48° 01′ 04″ nord, 7° 19′ 44″ est   |       |
| Remparts                                                     | Herrlisheim-près-Colmar                      | Haut-Rhin               | Grand Est                  | inscrit    | « PA00085458 », notice no PA00085458 | 48° 01′ 04″ nord, 7° 19′ 41″ est   |       |
| Cimetière                                                    | Lièpvre                                      | Haut-Rhin               | Grand Est                  | inscrit    | « PA00085506 », notice no PA00085506 | 48° 16′ 24″ nord, 7° 16′ 54″ est   |       |
| Église Saints-Philippe-et-Jacques                            | Obermorschwihr                               | Haut-Rhin               | Grand Est                  | inscrit    | « PA00085572 », notice no PA00085572 | 48° 01′ 07″ nord, 7° 17′ 42″ est   |       |
| Fontaine                                                     | Orschwihr                                    | Haut-Rhin               | Grand Est                  | inscrit    | « PA00085577 », notice no PA00085577 | 47° 56′ 08″ nord, 7° 14′ 03″ est   |       |
| Cimetière                                                    | Sainte-Marie-aux-Mines                       | Haut-Rhin               | Grand Est                  | inscrit    | « PA00085663 », notice no PA00085663 | 48° 14′ 51″ nord, 7° 10′ 55″ est   |       |
| Immeuble                                                     | Sainte-Marie-aux-Mines                       | Haut-Rhin               | Grand Est                  | inscrit    | « PA00085666 », notice no PA00085666 | 48° 14′ 48″ nord, 7° 11′ 00″ est   |       |
| Maison                                                       | Sainte-Marie-aux-Mines                       | Haut-Rhin               | Grand Est                  | inscrit    | « PA00085668 », notice no PA00085668 | 48° 14′ 44″ nord, 7° 11′ 00″ est   |       |
| Fontaine                                                     | Soultzbach-les-Bains                         | Haut-Rhin               | Grand Est                  | inscrit    | « PA00085686 », notice no PA00085686 | 48° 02′ 11″ nord, 7° 12′ 08″ est   |       |
| Église Saint-Jean-Baptiste                                   | Soultzbach-les-Bains                         | Haut-Rhin               | Grand Est                  | inscrit    | « PA00085685 », notice no PA00085685 | 48° 02′ 20″ nord, 7° 12′ 14″ est   |       |
| Fontaine                                                     | Soultzmatt                                   | Haut-Rhin               | Grand Est                  | inscrit    | « PA00085690 », notice no PA00085690 | 47° 57′ 38″ nord, 7° 14′ 18″ est   |       |
| Maison                                                       | Soultzmatt                                   | Haut-Rhin               | Grand Est                  | inscrit    | « PA00085691 », notice no PA00085691 | 47° 57′ 38″ nord, 7° 14′ 14″ est   |       |
| Église Saint-Sebastien                                       | Soultzmatt                                   | Haut-Rhin               | Grand Est                  | inscrit    | « PA00085689 », notice no PA00085689 | 47° 57′ 37″ nord, 7° 14′ 15″ est   |       |
| Fontaine Saint-Thiébaut                                      | Thann                                        | Haut-Rhin               | Grand Est                  | inscrit    | « PA00085698 », notice no PA00085698 | 47° 48′ 41″ nord, 7° 06′ 05″ est   |       |
| Maison                                                       | Thann                                        | Haut-Rhin               | Grand Est                  | inscrit    | « PA00085706 », notice no PA00085706 | 47° 48′ 44″ nord, 7° 06′ 00″ est   |       |
| Maison                                                       | Thann                                        | Haut-Rhin               | Grand Est                  | inscrit    | « PA00085707 », notice no PA00085707 | 47° 48′ 44″ nord, 7° 06′ 00″ est   |       |
| Maison à l'Ours noir                                         | Thann                                        | Haut-Rhin               | Grand Est                  | inscrit    | « PA00085705 », notice no PA00085705 | 47° 48′ 42″ nord, 7° 06′ 06″ est   |       |
| Maison                                                       | Thann                                        | Haut-Rhin               | Grand Est                  | inscrit    | « PA00085701 », notice no PA00085701 | 47° 48′ 39″ nord, 7° 06′ 01″ est   |       |
| Fontaine et puits                                            | Westhalten                                   | Haut-Rhin               | Grand Est                  | inscrit    | « PA00085732 », notice no PA00085732 | 47° 57′ 29″ nord, 7° 15′ 32″ est   |       |
| Maison                                                       | Westhalten                                   | Haut-Rhin               | Grand Est                  | inscrit    | « PA00085733 », notice no PA00085733 | 47° 57′ 30″ nord, 7° 15′ 35″ est   |       |
| Cimetière                                                    | Wihr-au-Val                                  | Haut-Rhin               | Grand Est                  | inscrit    | « PA00085735 », notice no PA00085735 | 48° 03′ 15″ nord, 7° 12′ 16″ est   |       |
| Porte de ville                                               | Wihr-au-Val                                  | Haut-Rhin               | Grand Est                  | inscrit    | « PA00085736 », notice no PA00085736 | 48° 03′ 09″ nord, 7° 12′ 12″ est   |       |
| Hôtel                                                        | Toulouse                                     | Haute-Garonne           | Occitanie                  | classé     | « PA00094573 », notice no PA00094573 | 43° 35′ 57″ nord, 1° 26′ 30″ est   |       |
| Maison                                                       | La Chaise-Dieu                               | Haute-Loire             | Auvergne-Rhône-Alpes       | inscrit    | « PA00092637 », notice no PA00092637 | 45° 19′ 15″ nord, 3° 41′ 41″ est   |       |
| Fontaine de La Chaise-Dieu                                   | La Chaise-Dieu                               | Haute-Loire             | Auvergne-Rhône-Alpes       | inscrit    | « PA00092636 », notice no PA00092636 | 45° 19′ 16″ nord, 3° 41′ 43″ est   |       |
| Hôtel de Marcellange                                         | Le Puy-en-Velay                              | Haute-Loire             | Auvergne-Rhône-Alpes       | inscrit    | « PA00092766 », notice no PA00092766 | 45° 02′ 43″ nord, 3° 53′ 09″ est   |       |
| Logis des Rousson                                            | Le Puy-en-Velay                              | Haute-Loire             | Auvergne-Rhône-Alpes       | inscrit    | « PA00092795 », notice no PA00092795 | 45° 02′ 45″ nord, 3° 52′ 55″ est   |       |
| Château de Charmes-en-l'Angle                                | Charmes-en-l'Angle                           | Haute-Marne             | Grand Est                  | inscrit    | « PA00078995 », notice no PA00078995 | 48° 22′ 24″ nord, 5° 00′ 19″ est   |       |
| Monastère de Luxeuil                                         | Luxeuil-les-Bains                            | Haute-Saône             | Bourgogne-Franche-Comté    | inscrit    | « PA00102201 », notice no PA00102201 | 47° 48′ 59″ nord, 6° 22′ 53″ est   |       |
| Croix de cimetière de Montjustin-et-Velotte                  | Montjustin-et-Velotte                        | Haute-Saône             | Bourgogne-Franche-Comté    | classé     | « PA00102233 », notice no PA00102233 | 47° 36′ 47″ nord, 6° 22′ 33″ est   |       |
| Maison Granvelle                                             | Pesmes                                       | Haute-Saône             | Bourgogne-Franche-Comté    | inscrit    | « PA00102249 », notice no PA00102249 | 47° 16′ 46″ nord, 5° 33′ 42″ est   |       |
| Église Saint-Étienne de Senoncourt                           | Senoncourt                                   | Haute-Saône             | Bourgogne-Franche-Comté    | inscrit    | « PA00102274 », notice no PA00102274 | 47° 50′ nord, 6° 04′ est           |       |
| Hôtel de Mongenet>                                           | Vesoul                                       | Haute-Saône             | Bourgogne-Franche-Comté    | inscrit    | « PA00102290 », notice no PA00102290 | 47° 37′ 29″ nord, 6° 09′ 30″ est   |       |
| Église Saint-Nicolas-et-Saint-Marc                           | Ville-d'Avray                                | Hauts-de-Seine          | Île-de-France              | inscrit    | « PA00088162 », notice no PA00088162 | 48° 49′ 36″ nord, 2° 11′ 23″ est   |       |
| Hôtel de Saint-Germain                                       | Pézenas                                      | Hérault                 | Occitanie                  | inscrit    | « PA00103648 », notice no PA00103648 | 43° 27′ 41″ nord, 3° 25′ 23″ est   |       |
| Maison                                                       | Bazouges-la-Pérouse                          | Ille-et-Vilaine         | Bretagne                   | inscrit    | « PA00090505 », notice no PA00090505 | 48° 25′ 37″ nord, 1° 34′ 30″ ouest |       |
| Église Saint-Pierre de Champillet                            | Champillet                                   | Indre                   | Centre-Val de Loire        | inscrit    | « PA00097292 », notice no PA00097292 | 46° 32′ 51″ nord, 2° 06′ 45″ est   |       |
| Abbaye Notre-Dame de Fontgombault                            | Fontgombault                                 | Indre                   | Centre-Val de Loire        | inscrit    | « PA00097347 », notice no PA00097347 | 46° 40′ 37″ nord, 0° 58′ 43″ est   |       |
| Château de Razilly                                           | Beaumont-en-Véron                            | Indre-et-Loire          | Centre-Val de Loire        | inscrit    | « PA00097574 », notice no PA00097574 | 47° 11′ 32″ nord, 0° 10′ 09″ est   |       |
| Château des Fourchettes                                      | Pocé-sur-Cisse                               | Indre-et-Loire          | Centre-Val de Loire        | inscrit    | « PA00097916 », notice no PA00097916 | 47° 26′ 43″ nord, 1° 00′ 00″ est   |       |
| Château de Villandry                                         | Villandry                                    | Indre-et-Loire          | Centre-Val de Loire        | classé     | « PA00098286 », notice no PA00098286 | 47° 20′ 27″ nord, 0° 30′ 52″ est   |       |
| Château de Nanc-lès-Saint-Amour                              | Les Trois Châteaux                           | Jura                    | Bourgogne-Franche-Comté    | inscrit    | « PA00101969 », notice no PA00101969 | 46° 25′ 26″ nord, 5° 21′ 36″ est   |       |
| Église Saint-Maur de Saint-Maur                              | Saint-Maur                                   | Jura                    | Bourgogne-Franche-Comté    | inscrit    | « PA00102022 », notice no PA00102022 | 46° 36′ 56″ nord, 5° 35′ 25″ est   |       |
| Église Saint-Pierre de Brocas                                | Montaut                                      | Landes                  | Nouvelle-Aquitaine         | classé     | « PA00083985 », notice no PA00083985 | 43° 43′ 07″ nord, 0° 40′ 21″ ouest |       |
| Hôtel de Guise                                               | Blois                                        | Loir-et-Cher            | Centre-Val de Loire        | inscrit    | « PA00098363 », notice no PA00098363 | 47° 35′ 16″ nord, 1° 19′ 49″ est   |       |
| Abbaye de Pontlevoy                                          | Pontlevoy                                    | Loir-et-Cher            | Centre-Val de Loire        | classé     | « PA00098544 », notice no PA00098544 | 47° 23′ 20″ nord, 1° 15′ 23″ est   |       |
| Tumulus des Montanjons                                       | Soings-en-Sologne                            | Loir-et-Cher            | Centre-Val de Loire        | classé     | « PA00098606 », notice no PA00098606 | 47° 24′ 22″ nord, 1° 31′ 57″ est   |       |
| Borne frontière des justices de Cleppé et de Poncins         | Cleppé                                       | Loire                   | Auvergne-Rhône-Alpes       | inscrit    | « PA00117469 », notice no PA00117469 | 45° 44′ 44″ nord, 4° 10′ 27″ est   |       |
| Château de Montrond-les-Bains                                | Montrond-les-Bains                           | Loire                   | Auvergne-Rhône-Alpes       | inscrit    | « PA00117532 », notice no PA00117532 | 45° 38′ 29″ nord, 4° 13′ 51″ est   |       |
| Borne frontière des justices de Cleppé et de Poncins         | Poncins                                      | Loire                   | Auvergne-Rhône-Alpes       | inscrit    | « PA00117548 », notice no PA00117548 | 45° 44′ 44″ nord, 4° 10′ 27″ est   |       |
| Château de Pravieux                                          | Pouilly-lès-Feurs                            | Loire                   | Auvergne-Rhône-Alpes       | inscrit    | « PA00117550 », notice no PA00117550 | 45° 47′ 55″ nord, 4° 13′ 47″ est   |       |
| Tourelle d'escalier                                          | Saint-Bonnet-le-Château                      | Loire                   | Auvergne-Rhône-Alpes       | inscrit    | « PA00117585 », notice no PA00117585 | 45° 25′ 20″ nord, 4° 04′ 00″ est   |       |
| Château de Campbon                                           | Campbon                                      | Loire-Atlantique        | Pays de la Loire           | inscrit    | « PA00108574 », notice no PA00108574 | 47° 24′ 47″ nord, 1° 58′ 05″ ouest |       |
| Ancien collège Champollion                                   | Figeac                                       | Lot                     | Occitanie                  | classé     | « PA00095073 », notice no PA00095073 | 44° 36′ 40″ nord, 2° 02′ 09″ est   |       |
| Maison Cisteron                                              | Figeac                                       | Lot                     | Occitanie                  | inscrit    | « PA00095082 », notice no PA00095082 | 44° 36′ 35″ nord, 2° 02′ 00″ est   |       |
| Dolmens de Gabaudet                                          | Issendolus                                   | Lot                     | Occitanie                  | classé     | « PA00095109 », notice no PA00095109 | 44° 42′ 53″ nord, 1° 45′ 04″ est   |       |
| Maisons donnant sur la Grande-Rue et sur les remparts        | Le Mont-Saint-Michel                         | Manche                  | Normandie                  | inscrit    | « PA00110487 », notice no PA00110487 | 48° 38′ 10″ nord, 1° 30′ 35″ ouest |       |
| École communale                                              | Le Mont-Saint-Michel                         | Manche                  | Normandie                  | classé     | « PA00110507 », notice no PA00110507 | 48° 38′ 11″ nord, 1° 30′ 38″ ouest |       |
| Immeubles et terrains de l'entrée                            | Le Mont-Saint-Michel                         | Manche                  | Normandie                  | classé     | « PA00110476 », notice no PA00110476 | 48° 38′ 06″ nord, 1° 30′ 41″ ouest |       |
| Cimetière                                                    | Le Mont-Saint-Michel                         | Manche                  | Normandie                  | classé     | « PA00110463 », notice no PA00110463 | 48° 38′ 09″ nord, 1° 30′ 37″ ouest |       |
| Maison Piquerel                                              | Le Mont-Saint-Michel                         | Manche                  | Normandie                  | classé     | « PA00110500 », notice no PA00110500 | 48° 38′ 07″ nord, 1° 30′ 36″ ouest |       |
| Tumulus de Baudement                                         | Baudement                                    | Marne                   | Grand Est                  | classé     | « PA00078582 », notice no PA00078582 | 48° 34′ 40″ nord, 3° 47′ 03″ est   |       |
| Couvent des Cordeliers                                       | Châlons-en-Champagne                         | Marne                   | Grand Est                  | inscrit    | « PA00078613 », notice no PA00078613 | 48° 57′ 18″ nord, 4° 21′ 36″ est   |       |
| Église Notre-Dame de Faux-sur-Coole                          | Faux-Vésigneul                               | Marne                   | Grand Est                  | inscrit    | « PA00078708 », notice no PA00078708 | 48° 46′ 49″ nord, 4° 24′ 06″ est   |       |
| Église Saint-Maurice de Heiltz-l'Evêque                      | Heiltz-l'Évêque                              | Marne                   | Grand Est                  | inscrit    | « PA00078718 », notice no PA00078718 | 48° 46′ 47″ nord, 4° 44′ 43″ est   |       |
| Église Saint-Vrain de Saint-Vrain                            | Saint-Vrain                                  | Marne                   | Grand Est                  | inscrit    | « PA00078850 », notice no PA00078850 | 48° 41′ 42″ nord, 4° 48′ 12″ est   |       |
| Église Saint-Didier de Verrières                             | Verrières                                    | Marne                   | Grand Est                  | inscrit    | « PA00078887 », notice no PA00078887 | 49° 03′ 54″ nord, 4° 54′ 22″ est   |       |
| Église Saint-Pierre de Vert-la-Gravelle                      | Vert-Toulon                                  | Marne                   | Grand Est                  | classé     | « PA00078888 », notice no PA00078888 | 48° 50′ 39″ nord, 3° 54′ 43″ est   |       |
| Château de Montaigu                                          | Laneuveville-devant-Nancy                    | Meurthe-et-Moselle      | Grand Est                  | inscrit    | « PA00106055 », notice no PA00106055 | 48° 39′ 48″ nord, 6° 12′ 57″ est   |       |
| Fontaine Sainte-Julitte                                      | Ambon                                        | Morbihan                | Bretagne                   | inscrit    | « PA00090978 », notice no PA00090978 | 47° 35′ 22″ nord, 2° 33′ 14″ ouest |       |
| Croix de Kermarech                                           | Baud                                         | Morbihan                | Bretagne                   | inscrit    | « PA00091018 », notice no PA00091018 | 47° 53′ 25″ nord, 3° 00′ 58″ ouest |       |
| Dolmen à galerie avec la base de son tumulus                 | Belz                                         | Morbihan                | Bretagne                   | classé     | « PA00091027 », notice no PA00091027 | 47° 40′ 52″ nord, 3° 10′ 27″ ouest |       |
| Cairn des Grays                                              | Billiers                                     | Morbihan                | Bretagne                   | inscrit    | « PA00091046 », notice no PA00091046 | 47° 31′ 01″ nord, 2° 29′ 26″ ouest |       |
| Croix de cimetière                                           | Brech                                        | Morbihan                | Bretagne                   | inscrit    | « PA00091058 », notice no PA00091058 | 47° 43′ 18″ nord, 2° 59′ 50″ ouest |       |
| Croix Saint-Yves                                             | Bubry                                        | Morbihan                | Bretagne                   | inscrit    | « PA00091061 », notice no PA00091061 | 47° 55′ 39″ nord, 3° 11′ 34″ ouest |       |
| Croix du cimetière                                           | Buléon                                       | Morbihan                | Bretagne                   | inscrit    | « PA00091063 », notice no PA00091063 | 47° 56′ 08″ nord, 2° 40′ 36″ ouest |       |
| Fontaine Sainte-Anne                                         | Buléon                                       | Morbihan                | Bretagne                   | inscrit    | « PA00091064 », notice no PA00091064 | 47° 54′ 35″ nord, 2° 39′ 58″ ouest |       |
| Puits                                                        | Calan                                        | Morbihan                | Bretagne                   | inscrit    | « PA00091067 », notice no PA00091067 | 47° 52′ 31″ nord, 3° 19′ 25″ ouest |       |
| Alignement de Kornevec                                       | Camors                                       | Morbihan                | Bretagne                   | classé     | « PA00091068 », notice no PA00091068 | 47° 49′ 53″ nord, 2° 57′ 51″ ouest |       |
| Menhirs de l'Étoile                                          | Camors                                       | Morbihan                | Bretagne                   | classé     | « PA00091070 », notice no PA00091070 | 47° 49′ 53″ nord, 3° 01′ 23″ ouest |       |
| Chapelle Notre-Dame-de-Vérité                                | Caudan                                       | Morbihan                | Bretagne                   | inscrit    | « PA00091145 », notice no PA00091145 | 47° 49′ 18″ nord, 3° 22′ 57″ ouest |       |
| Tumulus avec dolmen de la Maison Trouvée                     | Val d'Oust                                   | Morbihan                | Bretagne                   | classé     | « PA00091151 », notice no PA00091151 | 47° 53′ 00″ nord, 2° 22′ 42″ ouest |       |
| Dolmen de Rode                                               | La Chapelle-Neuve                            | Morbihan                | Bretagne                   | classé     | « PA00091153 », notice no PA00091153 | 47° 50′ 21″ nord, 2° 56′ 48″ ouest |       |
| Château du Plessis-Kaër                                      | Crac'h                                       | Morbihan                | Bretagne                   | inscrit    | « PA00091163 », notice no PA00091163 | 47° 38′ 41″ nord, 2° 58′ 33″ ouest |       |
| Chapelle Saint-Sébastien                                     | Le Faouët                                    | Morbihan                | Bretagne                   | classé     | « PA00091192 », notice no PA00091192 | 48° 04′ 00″ nord, 3° 28′ 46″ ouest |       |
| Maison                                                       | Le Faouët                                    | Morbihan                | Bretagne                   | inscrit    | « PA00091196 », notice no PA00091196 | 48° 01′ 55″ nord, 3° 29′ 23″ ouest |       |
| Manoir de Kerbiquet                                          | Gourin                                       | Morbihan                | Bretagne                   | inscrit    | « PA00091209 », notice no PA00091209 | 48° 05′ 50″ nord, 3° 38′ 30″ ouest |       |
| Puits de Locmerin-des-Prés                                   | Grand-Champ                                  | Morbihan                | Bretagne                   | inscrit    | « PA00091221 », notice no PA00091221 | 47° 45′ 20″ nord, 2° 48′ 36″ ouest |       |
| Chapelle Saint-Mathieu                                       | Guidel                                       | Morbihan                | Bretagne                   | inscrit    | « PA00091258 », notice no PA00091258 | 47° 45′ 24″ nord, 3° 28′ 59″ ouest |       |
| Dolmen de Kerviniou                                          | Guiscriff                                    | Morbihan                | Bretagne                   | classé     | « PA00091272 », notice no PA00091272 | 48° 01′ 01″ nord, 3° 37′ 19″ ouest |       |
| Maison                                                       | Hennebont                                    | Morbihan                | Bretagne                   | inscrit    | « PA00091281 », notice no PA00091281 | 47° 48′ 19″ nord, 3° 16′ 28″ ouest |       |
| Maison                                                       | Hennebont                                    | Morbihan                | Bretagne                   | inscrit    | « PA00091282 », notice no PA00091282 | 47° 48′ 20″ nord, 3° 16′ 48″ ouest |       |
| Chapelle de Locmaria                                         | Inguiniel                                    | Morbihan                | Bretagne                   | inscrit    | « PA00091307 », notice no PA00091307 | 47° 57′ 45″ nord, 3° 15′ 20″ ouest |       |
| Dolmen de Tri-Men-de-Castello                                | Kervignac                                    | Morbihan                | Bretagne                   | inscrit    | « PA00091327 », notice no PA00091327 | 47° 47′ 45″ nord, 3° 13′ 47″ ouest |       |
| Croix armoriée de Kério                                      | Kervignac                                    | Morbihan                | Bretagne                   | inscrit    | « PA00091329 », notice no PA00091329 | 47° 47′ 28″ nord, 3° 15′ 46″ ouest |       |
| Chapelle Saint-Germain                                       | Langonnet                                    | Morbihan                | Bretagne                   | inscrit    | « PA00091336 », notice no PA00091336 | 48° 06′ 01″ nord, 3° 28′ 55″ ouest |       |
| Maison                                                       | Lantillac                                    | Morbihan                | Bretagne                   | inscrit    | « PA00091349 », notice no PA00091349 | 47° 57′ 31″ nord, 2° 38′ 57″ ouest |       |
| Croix de cimetière                                           | Lanvaudan                                    | Morbihan                | Bretagne                   | inscrit    | « PA00091350 », notice no PA00091350 | 47° 53′ 58″ nord, 3° 15′ 45″ ouest |       |
| Puits et niche du Lion                                       | Lanvaudan                                    | Morbihan                | Bretagne                   | inscrit    | « PA00091352 », notice no PA00091352 | 47° 53′ 59″ nord, 3° 15′ 45″ ouest |       |
| Croix de Saint-Clair                                         | Limerzel                                     | Morbihan                | Bretagne                   | inscrit    | « PA00091369 », notice no PA00091369 | 47° 39′ 11″ nord, 2° 21′ 19″ ouest |       |
| Chapelle Saint-Christophe                                    | Lorient                                      | Morbihan                | Bretagne                   | inscrit    | « PA00091409 », notice no PA00091409 | 47° 45′ 36″ nord, 3° 21′ 52″ ouest |       |
| Chapelle de la Madeleine                                     | Malestroit                                   | Morbihan                | Bretagne                   | inscrit    | « PA00091417 », notice no PA00091417 | 47° 48′ 44″ nord, 2° 22′ 39″ ouest |       |
| Puits de Kerhoh                                              | Melrand                                      | Morbihan                | Bretagne                   | inscrit    | « PA00091439 », notice no PA00091439 | 48° 00′ 25″ nord, 3° 06′ 12″ ouest |       |
| Croix de Landoma                                             | Pleugriffet                                  | Morbihan                | Bretagne                   | inscrit    | « PA00091479 », notice no PA00091479 | 47° 58′ 46″ nord, 2° 40′ 28″ ouest |       |
| Croix de Locmiquel                                           | Ploemel                                      | Morbihan                | Bretagne                   | inscrit    | « PA00091483 », notice no PA00091483 | 47° 39′ 05″ nord, 3° 05′ 32″ ouest |       |
| Croix de Kermarquer                                          | Ploemel                                      | Morbihan                | Bretagne                   | inscrit    | « PA00091482 », notice no PA00091482 | 47° 35′ 51″ nord, 3° 02′ 26″ ouest |       |
| Croix de Saint-Jean-du-Poteau                                | Plumelin                                     | Morbihan                | Bretagne                   | inscrit    | « PA00091550 », notice no PA00091550 | 47° 53′ 47″ nord, 2° 54′ 40″ ouest |       |
| Fontaine de Saint-Jean-du-Poteau                             | Plumelin                                     | Morbihan                | Bretagne                   | inscrit    | « PA00091551 », notice no PA00091551 | 47° 53′ 47″ nord, 2° 54′ 40″ ouest |       |
| Chapelle Saint-Servais                                       | Pont-Scorff                                  | Morbihan                | Bretagne                   | inscrit    | « PA00091583 », notice no PA00091583 | 47° 50′ 26″ nord, 3° 26′ 08″ ouest |       |
| Croix de la Houssaye                                         | Pontivy                                      | Morbihan                | Bretagne                   | inscrit    | « PA00091570 », notice no PA00091570 | 48° 02′ 47″ nord, 2° 57′ 00″ ouest |       |
| Maison                                                       | Pontivy                                      | Morbihan                | Bretagne                   | inscrit    | « PA00091579 », notice no PA00091579 | 48° 04′ 06″ nord, 2° 58′ 00″ ouest |       |
| Puits du presbytère                                          | Questembert                                  | Morbihan                | Bretagne                   | inscrit    | « PA00091602 », notice no PA00091602 | 47° 39′ 53″ nord, 2° 27′ 13″ ouest |       |
| Fontaine Sainte-Julitte                                      | Évellys                                      | Morbihan                | Bretagne                   | inscrit    | « PA00091635 », notice no PA00091635 | 47° 55′ 59″ nord, 2° 53′ 59″ ouest |       |
| Croix de cimetière                                           | Saint-Allouestre                             | Morbihan                | Bretagne                   | inscrit    | « PA00091655 », notice no PA00091655 | 47° 54′ 37″ nord, 2° 43′ 19″ ouest |       |
| Croix du Point du Jour                                       | Saint-Allouestre                             | Morbihan                | Bretagne                   | inscrit    | « PA00091656 », notice no PA00091656 | 47° 55′ 16″ nord, 2° 43′ 17″ ouest |       |
| Hôtel de Bellegarde                                          | Clamecy                                      | Nièvre                  | Bourgogne-Franche-Comté    | inscrit    | « PA00112852 », notice no PA00112852 | 47° 27′ 37″ nord, 3° 31′ 13″ est   |       |
| Chapelle du cimetière de Bellignies                          | Bellignies                                   | Nord                    | Hauts-de-France            | inscrit    | « PA00107365 », notice no PA00107365 | 50° 19′ 34″ nord, 3° 45′ 56″ est   |       |
| Ancienne gendarmerie de Bergues                              | Bergues                                      | Nord                    | Hauts-de-France            | inscrit    | « PA00107370 », notice no PA00107370 | 50° 58′ 00″ nord, 2° 25′ 56″ est   |       |
| Église Sainte-Marie-Madeleine (ancienne chapelle des Carmes) | Lille                                        | Nord                    | Hauts-de-France            | inscrit    | « PA00107571 », notice no PA00107571 | 50° 38′ 38″ nord, 3° 04′ 01″ est   |       |
| Église Saint-Achard de Mecquignies                           | Mecquignies                                  | Nord                    | Hauts-de-France            | inscrit    | « PA00107751 », notice no PA00107751 | 50° 16′ 38″ nord, 3° 47′ 38″ est   |       |
| Manoir de Moustier-en-Fagne                                  | Moustier-en-Fagne                            | Nord                    | Hauts-de-France            | inscrit    | « PA00107760 », notice no PA00107760 | 50° 05′ 47″ nord, 4° 11′ 43″ est   |       |
| Église Saint-Martin d'Obrechies                              | Obrechies                                    | Nord                    | Hauts-de-France            | inscrit    | « PA00107766 », notice no PA00107766 | 50° 13′ 14″ nord, 4° 01′ 33″ est   |       |
| Église Saint-Martin de Marquemont                            | Monneville                                   | Oise                    | Hauts-de-France            | classé     | « PA00114750 », notice no PA00114750 | 49° 13′ 21″ nord, 1° 58′ 29″ est   |       |
| Colonne des Trois Croix (détruite en 1944)                   | Argentan                                     | Orne                    | Normandie                  | classé     | « PA00110716 », notice no PA00110716 | 48° 44′ 56″ nord, 0° 00′ 52″ ouest |       |
| Statue de la Vierge                                          | Argentan                                     | Orne                    | Normandie                  | inscrit    | « PA00110729 », notice no PA00110729 | 48° 44′ 38″ nord, 0° 01′ 19″ ouest |       |
| Pierre Levée                                                 | Fontaine-les-Bassets                         | Orne                    | Normandie                  | classé     | « PA00110809 », notice no PA00110809 | 48° 51′ 18″ nord, 0° 00′ 04″ ouest |       |
| Mire du Nord                                                 | 18e arrondissement de Paris                  | Paris                   | Île-de-France              | classé     | « PA00086754 », notice no PA00086754 | 48° 53′ 16″ nord, 2° 20′ 12″ est   |       |
| Maison de Mansart                                            | Saint-Jean-Pied-de-Port                      | Pyrénées-Atlantiques    | Nouvelle-Aquitaine         | inscrit    | « PA00084508 », notice no PA00084508 | 43° 09′ 48″ nord, 1° 14′ 17″ ouest |       |
| Église Saint-Martin d'Ur                                     | Ur                                           | Pyrénées-Orientales     | Occitanie                  | classé     | « PA00104146 », notice no PA00104146 | 42° 27′ 45″ nord, 1° 56′ 13″ est   |       |
| Pont vieux                                                   | Brignais                                     | Rhône                   | Auvergne-Rhône-Alpes       | inscrit    | « PA00117726 », notice no PA00117726 | 45° 40′ 27″ nord, 4° 45′ 20″ est   |       |
| Porte du Baboin                                              | Chazay-d'Azergues                            | Rhône                   | Auvergne-Rhône-Alpes       | inscrit    | « PA00117743 », notice no PA00117743 | 45° 52′ 27″ nord, 4° 42′ 49″ est   |       |
| Maison Chareyre                                              | Autun                                        | Saône-et-Loire          | Bourgogne-Franche-Comté    | inscrit    | « PA00113086 », notice no PA00113086 | 46° 57′ 13″ nord, 4° 18′ 01″ est   |       |
| Remparts de Bourbon-Lancy                                    | Bourbon-Lancy                                | Saône-et-Loire          | Bourgogne-Franche-Comté    | inscrit    | « PA00113127 », notice no PA00113127 | 46° 37′ 06″ nord, 3° 46′ 25″ est   |       |
| Pierre de Matafin                                            | Chardonnay                                   | Saône-et-Loire          | Bourgogne-Franche-Comté    | classé     | « PA00113194 », notice no PA00113194 | 46° 30′ 14″ nord, 4° 51′ 15″ est   |       |
| Nécropole des Près-de-l'Eau                                  | Lacrost                                      | Saône-et-Loire          | Bourgogne-Franche-Comté    | classé     | « PA00113303 », notice no PA00113303 | 46° 33′ 49″ nord, 4° 55′ 33″ est   |       |
| Hôtel du Commerce                                            | Louhans                                      | Saône-et-Loire          | Bourgogne-Franche-Comté    | classé     | « PA00113312 », notice no PA00113312 | 46° 37′ 45″ nord, 5° 13′ 19″ est   |       |
| Chapelle Notre-Dame des Vertus                               | La Flèche                                    | Sarthe                  | Pays de la Loire           | inscrit    | « PA00109758 », notice no PA00109758 | 47° 41′ 59″ nord, 0° 05′ 16″ ouest |       |
| Immeuble                                                     | Meaux                                        | Seine-et-Marne          | Île-de-France              | inscrit    | « PA00087091 », notice no PA00087091 | 48° 57′ 33″ nord, 2° 52′ 45″ est   |       |
| Monastère de la Visitation                                   | Meaux                                        | Seine-et-Marne          | Île-de-France              | inscrit    | « PA00087092 », notice no PA00087092 | 48° 57′ 58″ nord, 2° 52′ 48″ est   |       |
| Halles de Buchy                                              | Buchy                                        | Seine-Maritime          | Normandie                  | inscrit    | « PA00100585 », notice no PA00100585 | 49° 35′ 06″ nord, 1° 21′ 30″ est   |       |
| Bailliage de Caudebec-en-Caux                                | Caudebec-en-Caux                             | Seine-Maritime          | Normandie                  | inscrit    | « PA00100595 », notice no PA00100595 | 49° 31′ 31″ nord, 0° 43′ 40″ est   |       |
| Manoir de Fontaine-la-Mallet                                 | Fontaine-la-Mallet                           | Seine-Maritime          | Normandie                  | inscrit    | « PA00100666 », notice no PA00100666 | 49° 31′ 51″ nord, 0° 08′ 43″ est   |       |
| Arsenal                                                      | Le Havre                                     | Seine-Maritime          | Normandie                  | classé     | « PA00100695 », notice no PA00100695 |                                    |       |
| Manoir d'Hénouville                                          | Hénouville                                   | Seine-Maritime          | Normandie                  | inscrit    | « PA00100718 », notice no PA00100718 | 49° 28′ 53″ nord, 0° 57′ 21″ est   |       |
| Chapelle Saint-Riquier d'Héricourt-en-Caux                   | Héricourt-en-Caux                            | Seine-Maritime          | Normandie                  | inscrit    | « PA00100719 », notice no PA00100719 | 49° 41′ 46″ nord, 0° 41′ 43″ est   |       |
| Château de Baclair                                           | Nointot                                      | Seine-Maritime          | Normandie                  | inscrit    | « PA00100774 », notice no PA00100774 | 49° 35′ 44″ nord, 0° 29′ 52″ est   |       |
| Abbaye de Pavilly                                            | Pavilly                                      | Seine-Maritime          | Normandie                  | inscrit    | « PA00100790 », notice no PA00100790 | 49° 34′ 00″ nord, 0° 57′ 00″ est   |       |
| Château de la Rivière-Bourdet                                | Quevillon                                    | Seine-Maritime          | Normandie                  | inscrit    | « PA00100795 », notice no PA00100795 | 49° 24′ 48″ nord, 0° 56′ 42″ est   |       |
| Église Notre-Dame de Bouillac                                | Bouillac                                     | Tarn-et-Garonne         | Occitanie                  | inscrit    | « PA00095710 », notice no PA00095710 | 43° 50′ 34″ nord, 1° 07′ 10″ est   |       |
| Église de l'Assomption de Savenès                            | Savenès                                      | Tarn-et-Garonne         | Occitanie                  | inscrit    | « PA00095891 », notice no PA00095891 | 43° 50′ 06″ nord, 1° 11′ 42″ est   |       |
| Église Notre-Dame de Taverny                                 | Taverny                                      | Val-d'Oise              | Île-de-France              | classé     | « PA00080211 », notice no PA00080211 | 49° 01′ 50″ nord, 2° 13′ 40″ est   |       |
| Immeubles                                                    | Avignon                                      | Vaucluse                | Provence-Alpes-Côte d'Azur | inscrit    | « PA00081898 », notice no PA00081898 | 43° 57′ 13″ nord, 4° 48′ 34″ est   |       |
| Immeuble                                                     | Avignon                                      | Vaucluse                | Provence-Alpes-Côte d'Azur | inscrit    | « PA00081900 », notice no PA00081900 | 43° 57′ 13″ nord, 4° 48′ 35″ est   |       |
| Immeuble                                                     | Avignon                                      | Vaucluse                | Provence-Alpes-Côte d'Azur | inscrit    | « PA00081905 », notice no PA00081905 | 43° 57′ 13″ nord, 4° 48′ 34″ est   |       |
| Immeuble                                                     | Avignon                                      | Vaucluse                | Provence-Alpes-Côte d'Azur | inscrit    | « PA00081906 », notice no PA00081906 | 43° 57′ 13″ nord, 4° 48′ 34″ est   |       |
| Immeuble                                                     | Avignon                                      | Vaucluse                | Provence-Alpes-Côte d'Azur | inscrit    | « PA00081893 », notice no PA00081893 | 43° 57′ 13″ nord, 4° 48′ 35″ est   |       |
| Immeubles                                                    | Avignon                                      | Vaucluse                | Provence-Alpes-Côte d'Azur | inscrit    | « PA00081896 », notice no PA00081896 | 43° 57′ 12″ nord, 4° 48′ 41″ est   |       |
| Immeuble                                                     | Avignon                                      | Vaucluse                | Provence-Alpes-Côte d'Azur | inscrit    | « PA00081903 », notice no PA00081903 | 43° 57′ 13″ nord, 4° 48′ 34″ est   |       |
| Immeuble                                                     | Avignon                                      | Vaucluse                | Provence-Alpes-Côte d'Azur | inscrit    | « PA00081901 », notice no PA00081901 | 43° 57′ 13″ nord, 4° 48′ 34″ est   |       |
| Immeuble                                                     | Avignon                                      | Vaucluse                | Provence-Alpes-Côte d'Azur | inscrit    | « PA00081913 », notice no PA00081913 | 43° 57′ 05″ nord, 4° 49′ 11″ est   |       |
| Tour                                                         | Avignon                                      | Vaucluse                | Provence-Alpes-Côte d'Azur | inscrit    | « PA00081955 », notice no PA00081955 | 43° 57′ 13″ nord, 4° 48′ 34″ est   |       |
| Immeuble                                                     | Avignon                                      | Vaucluse                | Provence-Alpes-Côte d'Azur | inscrit    | « PA00081895 », notice no PA00081895 | 43° 57′ 12″ nord, 4° 48′ 40″ est   |       |
| Immeubles                                                    | Avignon                                      | Vaucluse                | Provence-Alpes-Côte d'Azur | inscrit    | « PA00081899 », notice no PA00081899 | 43° 57′ 13″ nord, 4° 48′ 34″ est   |       |
| Immeuble                                                     | Avignon                                      | Vaucluse                | Provence-Alpes-Côte d'Azur | inscrit    | « PA00081904 », notice no PA00081904 | 43° 57′ 13″ nord, 4° 48′ 35″ est   |       |
| Immeubles                                                    | Avignon                                      | Vaucluse                | Provence-Alpes-Côte d'Azur | inscrit    | « PA00081894 », notice no PA00081894 | 43° 57′ 13″ nord, 4° 48′ 35″ est   |       |
| Immeuble                                                     | Avignon                                      | Vaucluse                | Provence-Alpes-Côte d'Azur | inscrit    | « PA00081897 », notice no PA00081897 | 43° 57′ 13″ nord, 4° 48′ 34″ est   |       |
| Immeuble                                                     | Avignon                                      | Vaucluse                | Provence-Alpes-Côte d'Azur | inscrit    | « PA00081902 », notice no PA00081902 | 43° 57′ 13″ nord, 4° 48′ 35″ est   |       |
| Immeubles                                                    | Avignon                                      | Vaucluse                | Provence-Alpes-Côte d'Azur | inscrit    | « PA00081914 », notice no PA00081914 | 43° 57′ 09″ nord, 4° 49′ 00″ est   |       |
| Croix d'Oppède                                               | Oppède                                       | Vaucluse                | Provence-Alpes-Côte d'Azur | inscrit    | « PA00082093 », notice no PA00082093 | 43° 49′ 38″ nord, 5° 09′ 39″ est   |       |
| Maison Silvestre                                             | Saint-Saturnin-lès-Apt                       | Vaucluse                | Provence-Alpes-Côte d'Azur | inscrit    | « PA00082155 », notice no PA00082155 | 43° 56′ 39″ nord, 5° 23′ 00″ est   |       |
| Maison Allemand                                              | Saint-Saturnin-lès-Apt                       | Vaucluse                | Provence-Alpes-Côte d'Azur | inscrit    | « PA00082154 », notice no PA00082154 | 43° 56′ 39″ nord, 5° 23′ 00″ est   |       |
| Porte-Beffroi de Vedène                                      | Vedène                                       | Vaucluse                | Provence-Alpes-Côte d'Azur | inscrit    | « PA00082202 », notice no PA00082202 | 43° 58′ 26″ nord, 4° 54′ 02″ est   |       |
| Remparts de Viens                                            | Viens                                        | Vaucluse                | Provence-Alpes-Côte d'Azur | inscrit    | « PA00082208 », notice no PA00082208 | 43° 53′ 44″ nord, 5° 33′ 58″ est   |       |
| Menhir de la Crulière                                        | Brem-sur-Mer                                 | Vendée                  | Pays de la Loire           | classé     | « PA00110058 », notice no PA00110058 | 46° 36′ 26″ nord, 1° 48′ 34″ ouest |       |
| Pierre du Diable                                             | La Garnache                                  | Vendée                  | Pays de la Loire           | classé     | « PA00110125 », notice no PA00110125 | 46° 52′ 05″ nord, 1° 53′ 09″ ouest |       |
| Église Saint-Nicolas de Civray                               | Civray                                       | Vienne                  | Nouvelle-Aquitaine         | classé     | « PA00105429 », notice no PA00105429 | 46° 08′ 53″ nord, 0° 17′ 48″ est   |       |
| Château de Leugny (Leugny)                                   | Leugny                                       | Vienne                  | Nouvelle-Aquitaine         | inscrit    | « PA00105492 », notice no PA00105492 | 46° 54′ 47″ nord, 0° 42′ 01″ est   |       |
| Halle des Ormes                                              | Les Ormes                                    | Vienne                  | Nouvelle-Aquitaine         | inscrit    | « PA00105573 », notice no PA00105573 | 46° 58′ 28″ nord, 0° 36′ 09″ est   |       |
| Hôpital des Champs                                           | Poitiers                                     | Vienne                  | Nouvelle-Aquitaine         | inscrit    | « PA00105604 », notice no PA00105604 | 46° 35′ 33″ nord, 0° 20′ 22″ est   |       |
| Église Saint-Martin de Lainsecq                              | Lainsecq                                     | Yonne                   | Bourgogne-Franche-Comté    | inscrit    | « PA00113723 », notice no PA00113723 | 47° 33′ 21″ nord, 3° 16′ 26″ est   |       |
| Église Notre-Dame-de-l'Assomption de Gaillon-sur-Montcient   | Gaillon-sur-Montcient                        | Yvelines                | Île-de-France              | classé     | « PA00087437 », notice no PA00087437 | 49° 01′ 28″ nord, 1° 53′ 35″ est   |       |
| Prieuré des Hautes-Bruyères                                  | Saint-Rémy-l'Honoré                          | Yvelines                | Île-de-France              | classé     | « PA00087646 », notice no PA00087646 | 48° 44′ 21″ nord, 1° 53′ 38″ est   |       |
| Terrains en bordure de l'abreuvoir Louis XIV                 | Versailles                                   | Yvelines                | Île-de-France              | inscrit    | « PA00087774 », notice no PA00087774 | 48° 47′ 48″ nord, 2° 07′ 54″ est   |       |